# Francesc Valsecchi Almagro
Francesc Valsecchi Almagro (Barcelona, 21 de juliol de 1920) fou un jugador d'hoquei sobre patins català de la dècada de 1940 i entrenador.
Era fill de pare italià. El 1936 començà a patinar a la pista del Turó de Barcelona i el 1939 s'integrà en el seu equip d'hoquei sobre patins, amb el qual fou subcampió de Catalunya (1942). Aquest any fitxà pel RCD Espanyol on visqué els seus millors anys guanyant quatre Campionats de Catalunya i dos d'Espanya. Després fou jugador del FC Barcelona i del CC Creu Roja.
Un cop retirat fou entrenador del RCD Espanyol, amb el qual guanyà el Campionat de Catalunya (1953) i el d'Espanya (1954) i de la selecció espanyola júnior (1953-58), que guanyà els dos primers Europeus (1956, 1957).
El 1954 creà la secció d'hoquei sobre patins del Club Tennis Barcino.

## Palmarès
RCD Espanyol
- Campionat de Catalunya:
  - 1943, 1944, 1946, 1947
- Campionat d'Espanya:
  - 1944, 1947